# Kanton Mimizan
Kanton Mimizan (francouzsky Canton de Mimizan) je francouzský kanton v departementu Landes v regionu Akvitánie. Tvoří ho šest obcí.

## Obce kantonu
- Aureilhan
- Bias
- Mézos
- Mimizan
- Pontenx-les-Forges
- Saint-Paul-en-Born